# Thalassoma heiseri
Thalassoma heiseri là một loài cá biển thuộc chi Thalassoma trong họ Cá bàng chài. Loài này được mô tả lần đầu tiên vào năm 1984.

## Từ nguyên
Từ định danh của loài cá này được đặt theo tên của John B. Heiser, một nhà nghiên cứu sinh vật biển và nhiếp ảnh gia dưới nước, đồng thời là cựu giám đốc của Phòng thí nghiệm Hàng hải Shoals ở vịnh Maine. Ông đã viết luận án Tiến sĩ (1981) với đề tài phân loại chi Thalassoma.

## Phạm vi phân bố và môi trường sống
T. heiseri có phạm vi phân bố ở Nam Thái Bình Dương. Loài này được ghi nhận tại quần đảo Pitcairn và đảo Rapa Iti, và cũng có thể xuất hiện ở Tuamotu. T. heiseri sinh sống gần các rạn san hô ở độ sâu đến 15 m.

## Mô tả
T. heiseri có chiều dài cơ thể tối đa được ghi nhận là 11,6 cm. Vây đuôi thay đổi theo từng giai đoạn: hơi bo tròn ở cá con cho đến lõm sâu ở cá trưởng thành. Nửa ngoài của vây đuôi sẫm màu, gần như đen ở cá trưởng thành. Đầu có màu xanh lục với một dải màu xanh lục lam ở dưới mắt, từ miệng uốn cong xuống rìa sau của mang.
Số gai ở vây lưng: 8; Số tia vây ở vây lưng: 13; Số gai ở vây hậu môn: 3; Số tia vây ở vây hậu môn: 10.

## Sinh thái và hành vi
Thức ăn của T. heiseri có thể là các loài thủy sinh không xương sống nhỏ ở đáy biển.